# Sainte-Eulalie-d’Eymet
Sainte-Eulalie-d’Eymet korábbi község Franciaországban, Dordogne megyében. Lakosainak száma 84 fő (2018. január 1.).
2019. január 1-jén Sainte-Innocence és Saint-Julien-d’Eymet korábbi községgel egyesült és az így létrejött Saint-Julien-Innocence-Eulalie új község része lett.

## Népesség
A település népessége az elmúlt években az alábbi módon változott:
| Lakosok száma | 105  | 98   | 93   | 77   | 71   | 79   | 82   | 85   | 85   | 84   |
|               | 1968 | 1975 | 1982 | 1999 | 2006 | 2011 | 2013 | 2016 | 2017 | 2018 |